# Little Chart
Little Chart – wieś w Anglii, w hrabstwie Kent, w dystrykcie Ashford. Leży 21 km na południowy wschód od miasta Maidstone i 73 km na południowy wschód od centrum Londynu. W 2001 miejscowość liczyła 239 mieszkańców.